# Broome
Broome è una città situata nella regione di Kimberley, in Australia Occidentale; essa si trova 2.100 chilometri a nord-est di Perth ed è la sede della contea di Broome. La città si affaccia su di una baia chiamata Roebuck Bay.

## Storia
I primi abitanti della regione furono gli aborigeni appartenenti alla popolazione Yawuru.
Il primo europeo a visitare la zona dove sorgerà Broome fu William Dampier nel 1688 a bordo della nave Roebuck: molti siti nei pressi di Broome hanno preso nome da Dampier o dalla sua nave, a cominciare da Roebuck Bay. Nel 1861 vennero scoperte le ostriche della specie Pinctada maxima, le più grandi fra quelle che producono le perle, il che fece sviluppare un insediamento con lo scopo della pesca delle perle. Nel 1883 venne fondato un insediamento che avrebbe dovuto servire i luoghi dove si pescavano le perle, chiamato Broome in onore di Frederick Broome, a quel tempo governatore dell'Australia Occidentale.
Il lavoro del pescatore di perle era molto rischioso e i primi pescatori erano uomini e donne delle tribù aborigene che vivevano nei dintorni di Broome. Fra la fine del XIX e l'inizio del XX secolo molti coloni vennero in città per pescare perle, la maggior parte di essi dal Giappone (a Broome si trova ancor oggi un cimitero giapponese con 919 tombe, la sepoltura di alcuni di coloro che morirono pescando le perle). Fino allo scoppio della prima guerra mondiale Broome produceva l'80% della madreperla venduta in tutto il mondo. Le cose cambiarono dopo la guerra, con il calo del commercio e la grande depressione del 1929 che causarono un calo nella richiesta di perle a livello globale, congiuntamente con la concorrenza del Giappone in mari più a nord.
Il 3 marzo 1942 Broome venne attaccata dall'aviazione giapponese: alcune navi che si trovavano in mare vennero affondate e 6 aerei dell'aviazione australiana vennero abbattuti (se ne salvò soltanto uno), causando circa un centinaio di morti. Durante le fasi di bassa marea è a volte possibile vedere i rottami di alcuni aerei che escono dalle acque dell'Oceano Indiano. Alla fine della seconda guerra mondiale, con la flotta di pescherecci giapponesi completamente spazzata via dagli eventi bellici, Broome si ritrovò senza concorrenti e ridiventò il principale porto mondiale ove praticare la pesca delle perle. Tutto questo finì negli anni cinquanta del secolo scorso allorché negli Stati Uniti vennero inventate materie plastiche che potevano sostituire la madreperla ad un costo notevolmente inferiore e presentando anche caratteristiche di durezza molto maggiori.
Negli anni sessanta venne sviluppata l'industria della coltivazione delle perle, in modo da poter sfruttare le perle stesse e non le conchiglie delle ostriche: si spostarono a Broome numerosi immigrati giapponesi (maestri in questo tipo di acquacoltura), riuscendo così a riportare in auge l'economia della città. Negli anni settanta oltre il 60% delle perle coltivate nel mondo proveniva da Broome. A partire dagli anni settanta, l'economia di Broome ha cominciato a diversificarsi, godendo della scoperta di minerali in zone più interne del Kimberley ed avendo (soprattutto a partire dalla fine del XX secolo) un notevole sviluppo turistico, portandola ad essere una delle città australiane con più crescita del XXI secolo.

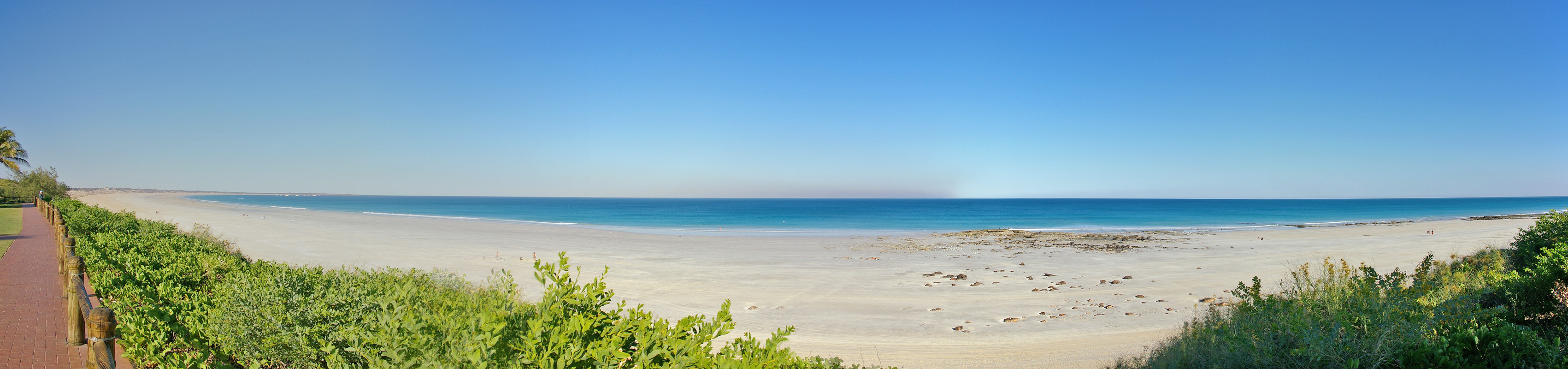
Vista panoramica di Cable Beach.

## Cable Beach e Roebuck Bay
Broome sta avendo un notevole sviluppo turistico, grazie alla sua posizione geografica ed alle bellezze naturali del Kimberley. La spiaggia più famosa della città è Cable Beach, così chiamata perché qui venne posato nel 1889 il cavo telegrafico sottomarino che collegava l'Australia a Singapore e quindi all'Inghilterra, la madrepatria per la maggioranza dei coloni australiani. Cable Beach si trova a 7 chilometri da Broome ed è lunga circa 22,5 chilometri, con maree che possono raggiungere anche i 9 metri di estensione. Per sviluppare ulteriormente il turismo, in alcune zone sono state poste reti a protezione dei bagnanti contro squali e cubomeduse.
Mentre Cable Beach si sviluppa a nord di Broome, nella parte sud si apre la Roebuck Bay (Broome infatti sorge su di una penisola che divide le due zone). La baia ha una notevole importanza in quanto ospita numerose specie di uccelli migratori, come ad esempio i chionidi, che si fermano in queste acque durante gli spostamenti fra il continente australiano e quello asiatico.
Trenta metri al largo della costa presso Gantheaume Point (l'estremo sud-occidentale di Cable Beach) si trovano delle impronte di dinosauro risalenti a circa 130 milioni di anni fa. Visto il loro posizionamento, esse sono visibili solamente durante le fasi di bassa marea.

## Geografia fisica

### Clima
Benché si trovi nella fascia dei tropici, Broome ha un clima di tipo semiarido. Come molte altre zone australiane della fascia tropicale, ha due distinte stagioni: quella secca (soprattutto da maggio a novembre, con giorni quasi esclusivamente soleggiati e temperature massime nell'ordine dei 30 gradi o poco più) e quella umida (soprattutto da gennaio a marzo, con frequenti piogge, alta umidità e temperature massime spesso nell'ordine dei 35 gradi). La media delle precipitazioni è di circa 600 mm l'anno, con un massimo nel 2000 pari a 1.496 mm; circa i tre quarti della pioggia cade nei primi 3 mesi dell'anno.
Benché la media delle temperature minime sia comunque superiore ai 13 gradi, il 21 luglio 1965 venne registrata la temperatura più bassa da quando si tengono le misurazioni (cioè dal 1939), pari a 3,3 gradi. Non è mai stata registrata una temperatura inferiore allo zero centigrado. I dati della seguente tabella sono stati presi dalla stazione meteorologica dell'aeroporto di Broome (l'umidità relativa è calcolata alle 9 del mattino).
| Mese                               | Mesi        | Mesi        | Mesi        | Mesi        | Mesi        | Mesi        | Mesi        | Mesi        | Mesi        | Mesi        | Mesi        | Mesi        | Stagioni | Stagioni | Stagioni | Stagioni | Anno  |
| Mese                               | Gen         | Feb         | Mar         | Apr         | Mag         | Giu         | Lug         | Ago         | Set         | Ott         | Nov         | Dic         | Inv      | Pri      | Est      | Aut      | Anno  |
| ---------------------------------- | ----------- | ----------- | ----------- | ----------- | ----------- | ----------- | ----------- | ----------- | ----------- | ----------- | ----------- | ----------- | -------- | -------- | -------- | -------- | ----- |
| T. max. media (°C)                 | 33,3        | 32,9        | 33,9        | 34,3        | 31,6        | 29,1        | 28,8        | 30,2        | 31,7        | 32,9        | 33,6        | 33,8        | 33,3     | 33,3     | 29,4     | 32,7     | 32,2  |
| T. min. media (°C)                 | 26,3        | 26,0        | 25,4        | 22,6        | 18,2        | 15,2        | 13,6        | 14,9        | 18,5        | 22,3        | 25,1        | 26,4        | 26,2     | 22,1     | 14,6     | 22,0     | 21,2  |
| T. max. assoluta (°C)              | 44,1 (1954) | 42,7 (1954) | 42,2 (1970) | 41,0 (2005) | 38,7 (1990) | 36,2 (1958) | 36,0 (1995) | 37,8 (1995) | 41,3 (1989) | 42,8 (1953) | 44,3 (1961) | 44,8 (1951) | 44,8     | 42,2     | 37,8     | 44,3     | 44,8  |
| T. min. assoluta (°C)              | 17,8 (1961) | 15,2 (1949) | 16,0 (1956) | 12,6 (1968) | 8,4 (1966)  | 5,2 (1971)  | 3,3 (1965)  | 4,8 (1953)  | 8,9 (1943)  | 13,3 (1981) | 14,7 (1946) | 17,4 (1950) | 15,2     | 8,4      | 3,3      | 8,9      | 3,3   |
| Giorni di calura (Tmax ≥ 30 °C)    | 29,6        | 26,8        | 29,9        | 29,2        | 23,3        | 11,8        | 10,4        | 16,5        | 19,8        | 24,8        | 29,0        | 30,5        | 86,9     | 82,4     | 38,7     | 73,6     | 281,6 |
| Giorni di gelo (Tmin ≤ 0 °C)       | 0           | 0           | 0           | 0           | 0           | 0           | 0           | 0           | 0           | 0           | 0           | 0           | 0        | 0        | 0        | 0        | 0     |
| Precipitazioni (mm)                | 175,2       | 180,2       | 102,0       | 26,2        | 26,8        | 18,3        | 5,9         | 1,7         | 1,4         | 1,3         | 8,3         | 54,6        | 410,0    | 155,0    | 25,9     | 11,0     | 601,9 |
| Giorni di pioggia                  | 11,2        | 11,5        | 8,0         | 2,6         | 2,5         | 1,8         | 1,3         | 1,0         | 1,0         | 0,6         | 1,2         | 5,3         | 28,0     | 13,1     | 4,1      | 2,8      | 48,0  |
| Umidità relativa media (%)         | 70          | 74          | 69          | 56          | 48          | 47          | 46          | 45          | 49          | 54          | 58          | 64          | 69,3     | 57,7     | 46       | 53,7     | 56,7  |
| Eliofania assoluta (ore al giorno) | 8,6         | 7,5         | 8,5         | 9,8         | 9,5         | 9,3         | 9,9         | 10,4        | 10,4        | 10,9        | 11,2        | 9,3         | 8,5      | 9,3      | 9,9      | 10,8     | 9,6   |

## Amministrazione

### Gemellaggi
- Taiji, dal 1981